# 정인경 (고려)
정인경(鄭仁卿, 1237년~1305년)은 고려의 문신이다. 본관은 서산(瑞山), 자는 춘수(春叟), 호는 간월재(看月齋), 시호는 양렬(襄烈)이다. 서산 정씨의 시조이다.

## 생애
지금의 서산(瑞山) 부석면 간월도리에서 태어났으며, 아버지는 정신보(鄭臣保)는 중국 송나라 사람이었으나 고려로 망명하여 서산에 정착했다.
고종(高宗) 말인에 1256년(고종 43) 몽골군이 침략해 직산(稷山)과 신창(新昌)에 진을 치자, 종군하여 밤을 틈타 적진을 공격해 공을 세워 제교(諸校)로 임명되었다.
또한 두 나라의 언어를 훤하게 익혀서, 1269년(원종 10) 세자 왕심(王諶)이 원나라에 갈 때 섭교위(攝校尉) 겸 통역관으로서 호종했으며, 그 해 7월에 돌아오다가 파사부(婆娑府)에 이르러 임연(林衍)이 원종(元宗)을 폐하려 한다는 소식이 전해졌을 때, 원나라로 돌아가자는 논의도 있었으나, 시종하는 사람들이 고향을 생각하여 혹자는 압록강(鴨綠江)을 건너자고 권하기도 하였다.
당시 정인경의 아버지인 정신보가 인주(麟州)의 수령으로 있었는데, 정인경이 몰래 압록강을 건너 아버지에게 이를 알리고 돌아와 세자에게 보고했다.
이에 세자가 원나라 수도로 돌아가 황제에게 군사를 요청하려고 하였으나, 호종하던 신하들이 모두 귀국을 염두에 두고 망설였는데, 정인경만이 원나라로 돌아갈 것을 극력히 권하여 세자가 이를 따랐다.
1278년(충렬왕 4), 장군(將軍) 겸 전법총랑(典法摠郞)에 임명되었으며, 이듬해 7월 밀직부사(密直副使) 이존비(李尊庇)와 함께 원나라에 가서 성절을 하례하고, 일본 원정에 홍다구(洪茶丘)가 간섭하지 못하도록 할 것을 건의했다.
1280년(충렬왕 6) 11월, 중찬(中贊) 김방경(金方慶)과 함께 하정사로 원나라에 다녀왔다.
1282년(충렬왕 8) 9월, 친종장군(親從將軍)으로서 요양(遼陽)·심양(瀋陽)에 파견되어 본국의 유망민을 고향으로 돌려보냈고, 같은 해 대장군(大將軍)으로 승진했으며, 이듬해 3월에도 요양(遼陽)·북경(北京)에 가서 유민들을 자기 고향으로 돌려보냈다.
같은 해 5월 원나라에서 돌아온 후, 원 황제가 일본 원정 계획을 중지시켰다고 보고하여, 전함의 수리와 군사의 징병을 중지시키도록 하였다.
1286년(충렬왕 12) 12월, 하정사로 원나라에 다녀왔고, 섭상장군(攝上將軍)에 임명되었으며, 이듬해 응양군상장군(鷹揚軍上將軍) 겸 군부판서(軍簿判書)로 벼슬이 뛰어올랐다.
또한 지난날의 공을 기려 시종일등공신(侍從一等功臣)으로 책봉되었다.
1289년(충렬왕 15), 삼사사(三司使)에 임명되었고, 얼마 되지 않아 밀직사부사(密直司副使) 겸 전법판서(典法判書)로 옮겼으며, 이듬해 충렬왕이 동녕부(東寧府)를 없애고 고려에 반환할 것을 원나라에 요청했을 때 정인경이 매우 상세히 그 배경을 설명하여 황제가 허락했으므로, 같은 해 7월 공을 인정받아 부지밀직사(副知密直事)으로서 특별히 서북면도 지휘사(西北面都 指揮使), 서경유수(西京留守)로 임명되었다.
같은 해 12월, 합단(哈丹)이 화주(和州)와 등주(登州)를 침입하여 노략질하고 함락시키자 왕은 강화도(江華島)로 피난했다.
당시 서경유수로 있던 정인경도 서경(西京)을 벗어나 강화로 도망쳐왔다.
1292년(충렬왕 18) 6월, 동지밀직사사(同知密直司事)로 올랐다가, 얼마 뒤 우상시(右常侍)로 옮겼으나, 같은 해 11월에 당시 나라에서 양가(良家)의 처녀를 뽑기 위해서 혼인을 금지하고 있었던 기간을 어겨, 섬으로 유배되었다.
1299년(충렬왕 25) 3월, 판삼사사(判三司事)로 승진하여 다시 정계에 복귀했으며, 4월에 원나라에 사신으로 가서 인후(印侯)의 고변이 무고였음을 알렸다.
같은 해 5월에 원나라에 사신으로 가서 사은의 표문을 올렸고, 7월에 지도첨의사사(知都僉議司事), 9월에 도첨의참리(都僉議叅理), 12월에 도첨의찬성사(都僉議贊成事)로 계속 승진하여 원나라에 다시 하정사로 다녀왔다.
1305년(충렬왕 31) 9월, 왕이 도첨의중찬(都僉議中贊)으로 올려 벼슬을 마치게 하고 벽상삼한 삼중대광 추성정책안사공신(壁上三韓 三中大匡 推誠定策安社功臣)의 칭호를 내려주었으며, 초상을 공신각에 걸게 하고 녹권(錄券)을 내려주었으나, 병이 들어 12월 17일 향년 69세로 죽었다.
1306년 2월 19일 박현(樸峴)에 장례를 지냈다고 한다. 정인경 묘지명은 1306년 2월 판예빈시사(判禮賓寺事) 방우선(方于宣)이 지었다.

## 가족 관계
아들은 정유(鄭瑈)·정신영(鄭信英)·정신구(鄭信丘)·정신화(鄭信和)·정신수(鄭信綏) 다섯이 있으며, 조계종(曹溪宗)으로 들어가 머리를 깎고 중이 된 삼남 정신구를 제외하고 모두 높은 관직을 지냈다.

## 사후
시호는 양렬(襄烈)이며, 아버지 정신보와 함께 송곡서원(松谷書院)에 배향되었다.
충청남도 서산시 성연면 오사리 산95번지에 묘역과 신도비(神道碑)가 있다.

## 성격 및 일화
성품이 조심스럽고 곧았고, 통역으로 이름이 알려져 원나라 황제의 명으로 무덕장군(武德將軍)·정동성이문관(征東省理問官)에 임명되기도 했으며, 부임하는 곳마다 공적을 남겼다고 한다.

## 기타
1284년(충렬왕 10), 정인경의 공 덕분에 부성현(富城縣)이 서주군(瑞州郡)으로 승격되었다고 한다.